# ウォーレン・ガットランド
ウォーレン・ガットランド（Warren Gatland、1963年9月17日 - ）は、ニュージーランドのラグビー指導者。

## プロフィール
- ニュージーランド・ハミルトン出身[1]。
- 現役時代のポジションはフッカー(HO)。
- ニュージーランド代表に選ばれたことがある。
- 息子のブリンはラグビー選手[2](現・チーフス、2023年シーズンから 神戸スティーラーズ)。

## 略歴
現役時代はワイカトなどでプレーしていた。
現役引退後、アイルランド代表、ワイカトなどのコーチを歴任して、2007年、ウェールズ代表のヘッドコーチに就任。2019年、退任して同年、チーフスヘッドコーチに就任。
2022年、ウェールズ代表のヘッドコーチに復帰。
2025年2月8日、2025年シックス・ネイションズ第2節で、ウェールズ代表はテストマッチ14連敗を記録。これによりワールドラグビーランキングは、史上最低の12位に転落した。2月11日、ウエールズラグビー協会は、双方合意により代表ヘッドコーチを退任することを発表した。